# Misan-myeon, Boryeong
Misan-myeon (koreanska: 미산면) är en socken i Sydkorea.  Den ligger i kommunen Boryeong i provinsen Södra Chungcheong, i den centrala delen av landet, 150 km söder om huvudstaden Seoul.